# 드라마 8
드라마 8는 2008년  - 2010년까지 NHK 종합에서 방송 된 연속 드라마.

## 방송 목록
- 《배터리》
- 《아가씨의 펀치》
- 《캣 스트리트》
- 《나나세 다시 한 번》
- 《Q.E.D. 증명종료》
- 《고스트 프렌즈》
- 《두 스피카》
- 《프라이미벌》
- 《ROMES 공항 방어 시스템》
- 《거침없이 한 획!》